# 柳識
柳識（713年？—782年），字方明，唐朝襄州人，出自河东柳氏，南齊尚書令、貞陽忠武公柳世隆七世孙，南梁左僕射、曲江穆侯柳惔六世孙，曾祖父荊王侍讀柳善才，祖父江寧令柳尚素，父亲渤海丞柳慶休，柳浑的同母兄。
生卒年不詳。柳識善写文章，在开元、天宝年间之名，与萧颖士、元德秀、刘迅并称。柳識文章练达，文理立意往往登峰造极，当时作者，都佩服他文風简明出众，志趣远大。柳浑也善写文章，但是趋近时利，沉思不及柳識。柳识与程休、邢宇、邢宇之弟邢宙、张茂之、李崿、李崿族子李丹叔、李惟岳、乔潭、杨拯、房垂都号称元德秀门下弟子。柳识和独孤及、韩云卿、韩会、李纾、崔祐甫、皇甫冉、谢良弼、朱巨川，也被李华推重。安史之乱爆發，中原战乱，士人渡过长江，柳识兄弟和李华、韩洄、王定都依附权皋。柳識官至屯田郎中、集賢殿學士。建中二年（782年）卒。